# Farman F.140
Le Farman F.140 Super Goliath était un bombardier français biplan fabriqué à partir de 1924 par la société des Avions Farman.
Les Super Goliath ont été mis en service dans la 6e escadrille 22e régiment aérien de bombardement de nuit de Chartres.